# Estofat perpetu
Un estofat perpetu, també conegut com a sopa per sempre, olla de caçador, o estofat de caçador, és una olla on es col·loquen i es couen aliments. L'olla no es buida mai del tot, i els ingredients i el brou es reomplen segons sigui necessari. Aquests aliments poden continuar cuinant-se durant dècades si es mantenen correctament. El concepte és sovint un element comú en les descripcions de pubs medievals. Els aliments preparats en un estofat perpetu es consideren saborosos a causa de la manera en què es mesclen els ingredients. En un estofat perpetu es poden utilitzar diversos ingredients com ara verdures d'arrel, tubercles (patates, nyams, etc.) i carns de tot tipus.

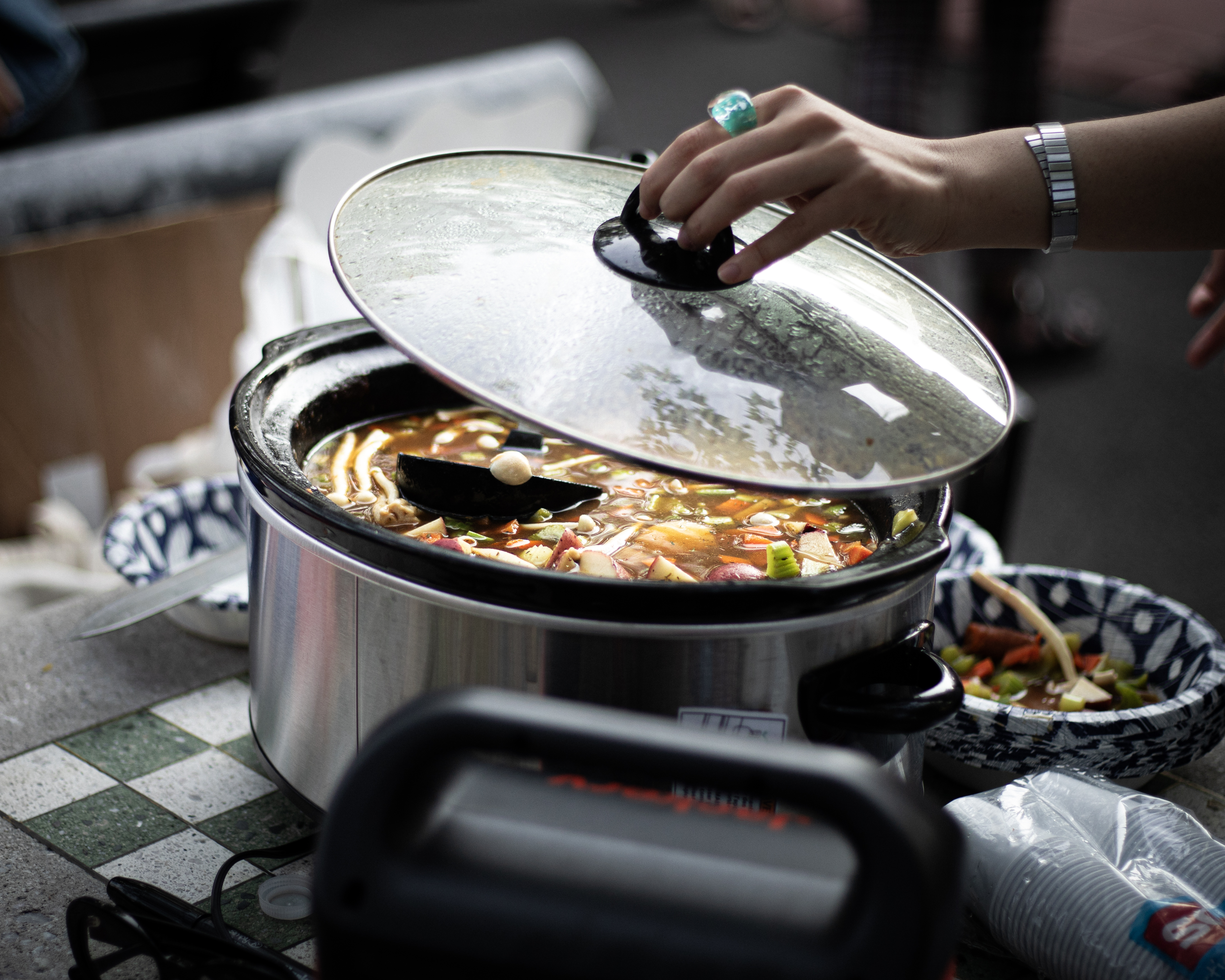
Estofat perpetu servit a Bushwick.

## Exemples històrics
S'especula que els estofats perpetus eren comuns a la cuina medieval, sovint com potatge o pot-au-feu :
| «                | Pa, aigua o ale, i un companaticum ('quelcom que acompanya el pa') del calderó, el guisat o pot-au-feu original que otorga un brou sempre canviant enriquit diàriament amb tot allò que fos dispoinble. El calderó era rarament buidat excepte en preparació per les setmanes sense carn de Quaresma, doncs mentre una llebre, gallina o colom li donaria un gust refinat a carn, el savor de bacó o col romandria durant dies, o fins i tot setmanes. | » |
| — Reay Tannahill | |   |

Un escriptor va reclamar que un lot de pot-au-feu fou mantingut com a estofat perpetu a Perpinyà des del segle XV fins a la Segona Guerra Mundial, quan es va quedar sense ingredients per mantenir l'estofat a causa de l'ocupació alemanya.

## Exemples moderns
La tradició de l'estofat perpetu roman popular i estesa als països del sud i l'est asiàtic. Alguns exemples notables inclouen la sopa de fideus de vedella i cabra servida per Wattana Panich a Bangkok, Tailàndia, que porta cuinant més de 50 anys, i el brou d'oden d'Otafuku a Asakusa, Japó, que serveix el mateix brou diàriament des de 1945.
Des d'agost del 2014 i abril del 2015, un restaurant de Nova York va servir durant més de vuit mesos un brou mestre a l'estil d'un estofat perpetu.
El juliol de 2023, un "Club de l'estofat perpetu" (Perpetual Stew Club) organitzat per la personalitat d'Internet Annie Rauwerda va viralitzar-se a les xarxes per celebrar reunions setmanals a Bushwick, Brooklyn, per consumir estofat perpetu. Centenars de persones van assistir a l'acte i van portar els seus propis ingredients per contribuir al guisat. L'estofat va durar 60 dies.

## En la cultura popular
Al món ficcional de Cançó de gel i foc, es fa referència a un estofat perpetu, anomenat bowl o' brown en la versió original.